# 대청봉
대청봉은 설악산의 주봉으로서 예전에는 청봉(靑峯) 또는 봉정(鳳頂)이라고 불렀다.
이 중에서 청봉이라는 이름은 창산(昌山) 성해응(成海應)이 지은 ≪동국명산기(東國名山記)≫에서 유래 되었다고도 하고, 봉우리가 푸르게 보인다는 데서 유래 되었다고도 한다.
대청봉은 설악산에서 가장 높은 봉우리이며, 태백산맥에서 가장 높고, 남한에서는 한라산 백록담(1,950m), 지리산 천왕봉(1,915m)에 이어 세번째로 높다.
공룡릉ㆍ화채릉ㆍ서북릉 등 설악산의 주요 능선의 출발점으로 내설악ㆍ외설악의 분기점이 되며, 천불동계곡ㆍ가야동계곡 등 설악산에 있는 대부분의 계곡이 이곳에서 발원한다.
인근에 중청봉(1,665m), 끝청봉(1,610m), 소청봉(1,581m)이 있다.
설악산의 정상인 이곳 대청봉은 일출과 일몰로 유명하며, 기상 변화가 심하고, (몸이 휘청거릴 정도의)강한 바람, 낮은 온도 때문에 눈잣나무 군락이 융단처럼 낮게 자라 국립공원 전체와 동해가 한눈에 내려다보인다.
늦가을부터 늦봄까지 눈으로 덮여 있고, 6~7월이면 진달래ㆍ철쭉ㆍ벚꽃으로 뒤덮이며, '요산요수(樂山樂水)'라는 글귀가 새겨진 바위와 '1,708m 대청봉'이라고 새겨진 정상 표지석이 있다.
정상까지 오색약수터 방면, 한계령 방면, 설악동 방면, 백담사 방면의 코스가 있는데, 오색약수터 방면(남설악 탐방지원센터)에서 설악폭포를 거쳐 정상에 오르는 5.0km(4시간) 거리의 코스가 최단거리 코스이다.
백두산에서 시작된 백두대간은 금강산~향로봉~진부령~미시령~북주릉~공룡릉~소청봉~중청봉을 거쳐 이곳 대청봉을 지나 끝청봉~한계령~점봉산~오대산~태백산~소백산~덕유산~지리산까지 연결된다.

## 같이 보기
- 한국의 산